# 2005년 4월
| 2005년: 1월 · 2월 · 3월 · 4월 · 5월 · 6월 · 7월 · 8월 · 9월 · 10월 · 11월 · 12월 |

| <          | 2005년 4월 | 2005년 4월 | 2005년 4월 | 2005년 4월 | 2005년 4월  | >          |
| 일         | 월         | 화         | 수         | 목         | 금          | 토         |
|            |            |            |            |            | 1 2.23 을묘 | 2 24 병진  |
| 3 25 정사  | 4 26 무오  | 5 27 기미  | 6 28 경신  | 7 29 신유  | 8 30 임술   | 9 3.1 계해 |
| 10 2 갑자  | 11 3 을축  | 12 4 병인  | 13 5 정묘  | 14 6 무진  | 15 7 기사   | 16 8 경오  |
| 17 9 신미  | 18 10 임신 | 19 11 계유 | 20 12 갑술 | 21 13 을해 | 22 14 병자  | 23 15 정축 |
| 24 16 무인 | 25 17 기묘 | 26 18 경진 | 27 19 신사 | 28 20 임오 | 29 21 계미  | 30 22 갑신 |

| - 4월 25일 - 고우영 - 4월 16일 - 김무생 - 4월 6일 - 레니에 3세 편집하기 |

## 2005년4월 25일
- 일본 효고현 아마가사키시에서 열차가 탈선하여 많은 인명 피해가 발생했다.

## 2005년4월 23일
- 인도네시아 자카르타에서 아시아-아프리카 정상회의에 참석하고 있는 이해찬 국무총리가 김영남 북한 최고인민회의 상임의원장과 만나 현안에 대해 논의했다.

## 2005년4월 20일
- 에콰도르의 루시오 구티에레스 대통령이 축출되다.

## 2005년4월 19일
- 새 교황에 요제프 라칭거 추기경 제265대 교황 (베네딕토 16세)로 선출되다.
- 전 세계에서 빛의 향연이 있었다. 우리나라에는 부산 광안대교에 오후 8시에 도착, 독도와 광주를 경유하여 서울 남산 (서울특별시)에서 중국으로 전송되었다.

## 2005년4월 18일
- 바티칸 시국 시스티나 경당에서 콘클라베가 개최되다.
- 대한민국 국회는 행정 구역 체제 개편을 논의한다고 밝혔다.
- 박승 한국은행 총재는 1000원권, 5000원권, 10000원권 등 원화 은행권을 2006년과 2007년에 걸쳐 위조지폐 방지 기능을 강화한 새로운 도안으로 발행할 계획을 발표했다.
- 의정부 지방법원 행정 1부는 7세 2004년 11월 학교 자체 평가를 거쳐 송유근 군을 입학시켰다가 2005년 2월 '절차상 하자'를 이유로 입학을 취소한 남양주시 심석초등학교에 대해 취소 처분을 취소하라고 판결했다.

## 2005년4월 15일
- 서울 지하철 1호선 종로5가역 상가에서 불이 나 지하철 운행이 1시간 이상 중지되는 등의 큰 소동을 빚었다.

## 2005년4월 14일
- 제3차 북한인권결의안이 제61차 유엔 인권위원회를 통과하다.

## 2005년4월 13일
- 동해에서 황만호의 월북 사건이 발생하다. (~ 2005년 4월 19일)
- 대한민국 국회의원, 기초단체장, 광역자치단체의원, 기초자치단체의원 재보궐 선거가 치러졌다.

## 2005년4월 11일
- 〈시사저널〉에서 김형욱 암살범 이 모씨가 김형욱 암살에 대한 자세한 정황을 밝히다. 그러나 배후 라인에 대해서는 입을 다물어 미제로 남게 되다.

## 2005년4월 9일
- 영국의 웨일스 공 찰스와 카밀라 파커 볼스가 결혼식을 올리다.

## 2005년4월 8일
- 2005년 4월 2일 선종한 교황 요한 바오로 2세의 장례식이 치러졌다.

## 2005년4월 6일
- 국가인권위원회에서 사형제를 폐지할 것을 국회에 권고했다.
- 이라크 쿠르드족의 지도자 잘랄 탈라바니가 대통령에 지명되다.
- 일본의 일부 공민교과서가 독도를 일본 영토라고 기술해 논란이 되었다.

## 2005년4월 5일
- 강원도 고성과 양양지방에 큰 산불이 일어나 주민이 대피하고 사찰 낙산사가 전소되는 등 큰 피해를 입었다.

## 2005년4월 2일
- 로마 가톨릭의 264대 교황 요한 바오로 2세가 로마 현지시각으로 오후 9시 37분(한국시간 4월 3일 오전 4시 37분) 선종(善終)했다.
- 열린우리당이 전당대회를 열어 대의원 5명과 문희상 당 의장을 선출했다.